# Nifont (biskup nowogrodzki)
Nifont (zm. 1156) – prawosławny arcybiskup nowogrodzki, święty prawosławny.

## Życiorys
Życie monastyczne rozpoczął w Monasterze Kijowsko-Pieczerskim. Według Pierwszego Latopisu Nowogrodzkiego katedrę nowogrodzką objął w 1131. Cztery lata później występował jako pośrednik w sporze między Kijowem a Czernihowem. Brał udział w soborze, który dokonał elekcji Klemensa Smolatycza na metropolitę kijowskiego. Akt ten nastąpił z woli wielkiego księcia kijowskiego Izjasława II, wbrew prawu kanonicznemu, wedle którego metropolitę kijowskiego mianował patriarcha Konstantynopola. Nifont opowiedział się za utrzymaniem tradycyjnej zwierzchności patriarchów nad Kościołem na Rosji. 
W 1148 Nifont udał się do Suzdala na spotkanie z księciem Jerzym Dołgorukim. W roku następnym przybył do Kijowa na polecenie Izjasława II; władca polecił uwięzić go w Monasterze Kijowsko-Pieczerskim. Został uwolniony po roku przez Jerzego Dołgorukiego, który zajął Kijów. Prawdopodobnie w tym okresie patriarcha Konstantynopola nadał mu godność arcybiskupią, która pozwalała mu uzyskać niezależność od metropolity kijowskiego.
W 1154 arcybiskup Nifont ponownie przybył do Suzdala, by zaprosić do objęcia władzy w księstwie nowogrodzkim Mścisława, syna Jerzego Dołgorukiego. Zmarł dwa lata później w Kijowie, gdzie udał się, by witać nowego, mianowanego przez patriarchę Konstantynopola metropolitę Konstantego. Latopis Ipatjewski opisuje go jako krzewiciela wiary, zaś Pierwszy Latopis Nowogrodzki podkreśla jego działalność na rzecz budowy nowych świątyń, w tym wzniesienie murowanej cerkwi Chrystusa Zbawiciela w Pskowie, cerkwi św. Klemensa w Ładodze oraz upiększenie soboru Mądrości Bożej w Nowogrodzie.
Według Dmitrija Lichaczowa zainicjował redakcję jawnie antyksiążęcej kroniki Sofijskij wriemiennik. Jest również współautorem odpowiedzi na pytania poświęcone cerkiewnym obrzędom i prawu kanonicznemu, wydanymi jako pt. Woprosy Kiriaka, Sawwy i Ilii c otwietami Nifonta, jepiskopa Nowgorodskogo, i drugich ijerarchiczeskich lic.
Został pochowany w Dalekich Pieczarach monasteru Kijowsko-Pieczerskiego, następnie jego szczątki przeniesiono do Bliższych Pieczar.
Kanonizowany przez Rosyjski Kościół Prawosławny. Jego wspomnienie obchodzone jest w trzecią niedzielę po Pięćdziesiątnicy razem z Soborem Świętych Nowogrodzkich oraz 8 kwietnia.